# Джони Еванс
Джонатан Грант (Джони) Евънс (на английски: Jonathan Grant "Jonny" Evans) е бивш северно-ирландски футболист, роден на 2 януари 1988 г.

## Биография
Джони е висок и способен централен защитник. Интелигентността в играта[източник? (Поискан днес)] на Еванс му помага да комбинира безкомпромисната игра в защита с умението да разиграва топката от защитата към предни позиции.
Еванс доказва, че е силен в единоборствата и доминира във въздушните битки, още като юноша и през сезон 2005/06 прави добър сезон за резервния отбор на „Юнайтед“, като изиграва 14 мача и бележи 2 гола.
Също така Джонатан получава и европейски номер в началото на сезона, като тренира и пътува с първия отбор и попада в групата за мача с „Лил“ в Париж през ноември 2005 г.
Добрата игра на Джони му осигурява изненадваща повиквателна за мъжкия отбор на Северна Ирландия в началото на сезон 2006/07.
Невероятните му игри на международната сцена, заедно с няколко игри за „Антверпен“, по време на престоя си в Беглия под наем, доказват на критиците, че Еванс притежава необходимото да се наложи в първия тим на „Манчестър Юнайтед“.
Развитието на ирландеца определено хваща окото на неговия идол от детството – Рой Кийн. Мениджърът на „Съндърланд“ привлича под наем младока дни преди да изтече наемът му в „Антверпен“.
В остатъка от сезон 2006/07 на „Стейдиъм ъф Лайт“ Еванс усеща вкуса на загубата само веднъж през 19-те си мача за черните котки, които успешно щурмуват Премиършип.
Добрите игри на защитника впечатляват доста отбори. Високото ниво на интелигентност помага на футболиста да играе перфектно. Той има страхотен поглед над играта и прави невероятни извеждащи пасове към противниковите играчи, които просто не могат да реализират създадените от Джони Еванс положения.[източник? (Поискан днес)]